# Ingo Wagner (Rechtswissenschaftler)
Ingo Wagner (* 26. August 1925 in Lichtentanne) ist ein deutscher Rechtswissenschaftler.

## Leben
Nach der Promotion zum Dr. iur. 1960 und der Habilitation 1963 in Leipzig war er von 1963 bis 1987 Direktor des Instituts für Staats- und Rechtstheorie der Akademie für Staats- und Rechtswissenschaft der DDR und von 1969 bis 1989 Professor für Rechtsphilosophie und -theorie an der Universität Leipzig.

## Schriften (Auswahl)
- Die DDR – ein „Unrechtsstaat“?. Leipzig 1994, OCLC 38194804.
- Der Rechtsstaat, Legende – Wirklichkeit. Plädoyer für den Rechtsstaat; allerdings auch für eine historisch-dialektische Betrachtungsweise. Schkeuditz 1998, ISBN 3-932725-75-1.
- In welcher Epoche leben wir eigentlich? Versuch einer marxistischen Annäherung. Schkeuditz 2002, ISBN 3-89819-134-6.
- Eine Partei gibt sich auf. Theoretisch-politische Glossen zum Niedergang der Partei des Demokratischen Sozialismus. Berlin 2004, ISBN 3-360-01056-6.